# استری دونئو
استری دونئو (به اسپانیایی: Esterri de Aneu) یک منطقهٔ مسکونی در اسپانیا است که در پالارس سوبیرا واقع شده‌است. استری دونئو ۸٫۵ کیلومتر مربع مساحت دارد ۹۵۷ متر بالاتر از سطح دریا واقع شده‌است.